# Budapest Rákos
Budapest Rákos (węg: Rákos vasútállomás) – stacja kolejowa w Budapeszcie, na Węgrzech. Znajduje się w X dzielnicy miasta Kőbánya, przy Jászberényi út 90-92. Jest też ważną stacją towarową. 

## Linie kolejowe
- Linia kolejowa 80a Budapest–Hatvan
- Linia kolejowa 120a Budapest–Szolnok

## Transport publiczny
Stacja jest obsługiwana przez komunikację miejską BKV
- Autobusy:  161, 161A, 162, 162A, 168E, 262
- Autobusy nocne:  956, 990